# Адіабатична схема
Адіабатична схема — це електронна схема з низьким споживанням, яка використовує «оборотну логіку» для економії енергії.
На відміну від традиційних схем КМОН, які розсіюють енергію під час перемикання, адіабатичні схеми зменшують розсіювання, дотримуючись двох ключових правил:
- Ніколи не вмикати  транзистор, коли між витоком та стоком є напруга.
- Ніколи не вимикати транзистор, коли через нього протікає струм.

## Історія
Адіабатичний — це термін грецького походження, який протягом більшої частини своєї історії, пов'язаний із класичною термодинамікою. Він відноситься до системи, в якій відбувається перехід без втрати енергії (зазвичай у формі тепла) системи або без отримання її. В контексті електронних систем замість тепла зберігається електричний заряд. Таким чином, ідеальна адіабатична схема працювала б без втрати або посилення електричного заряду.
Перше використання терміна «адіабатичний» у контексті схем, схоже, простежується до статті, представленої в 1992 р. на Second Workshop on Physics and Computation. Хоча більш рання думка про можливість відновлення енергії була зроблена Чарльзом Беннетом, де стосовно енергії, яка використовується для обчислення, він заявив: "Цю енергію можна в принципі зберегти та використати повторно ".

## Визначення
Етимологія терміна «адіабатична логіка». Через другий закон термодинаміки неможливо повністю перетворити енергію в корисну роботу. Однак термін «адіабатична логіка» використовується для опису логічних сімейств, які теоретично можуть працювати без втрат. Термін «квазіадіабатична логіка» використовується для опису логіки, яка працює з меншою потужністю, ніж статична логіка КМОН, але яка все ще має деякі теоретичні неадіабатичні втрати. У обох випадках номенклатура використовується для вказівки на те, що ці системи здатні працювати з істотно меншим розсіюванням потужності, ніж традиційні статичні схеми КМОН.

## Принципи
Існує кілька важливих принципів, які поширюються на всі ці малопотужні адіабатичні системи. Сюди входять лише ввімкнення вимикачів, коли різниця потенціалів між ними відсутня, вимикання виключення лише тоді, коли через них не протікає струм, і використання джерела живлення, здатного відновлювати або переробляти енергію у вигляді електричного заряду. Для цього загалом в джерелах живлення адіабатичних логічних схем використовується постійний потік зарядів (або наближення до нього), на відміну від більш традиційних неадіабатичних систем, які зазвичай використовують струм постійної напруги від джерела живлення фіксованої напруги.

## Живлення
Блоки живлення адіабатичних логічних схем також використовують елементи електричних схем, здатні накопичувати енергію. Це часто робиться за допомогою індуктивностей, які накопичують енергію, перетворюючи її в магнітний потік. Існує ряд синонімів, які використовувались іншими авторами для позначення систем типу адіабатичної логіки, до них належать: «логіка з відновленням заряду», «логіка з повторним використанням заряду», «логіка, що живиться за годинником», «логіка з відновленням енергії» та «логіка з повторним використанням енергії». Через вимоги до оборотності, щоб система була повністю адіабатичною, більшість із цих синонімів насправді стосуються і можуть використовуватися як взаємозамінні для опису квазіадіабатичних систем. Ці терміни є стислими та зрозумілими, тому єдиним терміном, що вимагає подальшого пояснення, є «логічна система, що живиться за годинником». Це було використано, оскільки в багатьох адіабатичних ланцюгах використовується комбінований блок живлення і годинник, або «годинник живлення». Це змінне, як правило, багатофазне джерело живлення, яке керує роботою логіки, подаючи йому енергію і згодом відновлюючи енергію з неї.
Оскільки в КМОН відсутні індуктивності з високою добротністю, індуктивності повинні бути відключені, тому адіабатичне перемикання з дроселями обмежується конструкціями, в яких використовується лише кілька індуктивностей. Квазіадіабатична поетапна зарядка повністю уникає індуктивностей, зберігаючи відновлену енергію в конденсаторах. Поетапна зарядка може використовувати конденсатори, вбудовані в чіп.
Асинхробатична логіка, представлена в 2004 році, — це підхід до конструювання сімейства логік КМОН із використанням внутрішньої поетапної зарядки, що намагається поєднати переваги низького споживання, здавалося б, суперечливих ідей «логіки, що працює на годиннику» (адіабатичні схеми) та «схеми без годинників» (асинхронна схема).

## Адіабатичні схеми КМОН
Існують деякі класичні підходи до зменшення динамічної потужності, такі як зменшення напруги живлення, зменшення фізичної ємності та зменшення комутаційної активності. Ці методи недостатньо придатні для задоволення сучасних потреб у енергії. Однак більшість досліджень зосереджені на побудові адіабатичної логіки, яка є перспективною конструкцією для застосувань з низькою потужністю.
Адіабатична логіка працює з концепцією комутації функцій, яка зменшує потужність, віддаючи накопичену енергію назад. Таким чином, термін адіабатична логіка використовується в схемах з низьким споживанням VLSI, що реалізують оборотну логіку. У цьому основні зміни конструкції зосереджені на годиннику живлення, який відіграє життєво важливу роль у принципі роботи. Кожна фаза годинника живлення дає користувачеві досягти наступних основних правил проектування адіабатичної схеми.
- Ніколи не вмикайте транзистор, якщо на ньому є напруга (VDS> 0)
- Ніколи не вимикайте транзистор, якщо через нього проходить струм (IDS ≠ 0)
- Ніколи не пропускайте струм через діод

Якщо ці умови дотримані відносно входів, у всіх чотирьох фазах годинника живлення фаза відновлення відновить енергію до такту живлення, що призведе до значної економії енергії. Проте деякі складності в адіабатичній логічній конструкції продовжуються. Наприклад, двома такими складностями є реалізація схем для змінних у часі джерел живлення, а також необхідність дотримуватися низької надлишковості у реалізації структури схем.
Є дві великі проблеми в схемах з відновленням енергії; по-перше, повільність з точки зору сучасних стандартів, по-друге, потреба на ~ 50 % більшої площі, ніж у звичайних КМОН, і ускладнення простих схем.

## Реалізації
У кінці 2020 року японським дослідникам вдалося створити надпровідниковий адіабатичний мікропроцесор з надпровідника Nb/AlOLₓ/Nb з використанням методів створення інтегральних схем. Були використані некеровані пристрої з джозефсонівським контактом. Архітектура мікропроцесора - це гібрид архітектури RISC та архітектури потоків даних, що працює з 4-байтними словами даних. Продемонстровано доступ на читання та запис до регістрів, виконання арифметично-гогічних операцій, апаратне зупинення та розгалуження програм, що виконуються на частоті 100 кГц при кріогенній температурі 4,2 К. Також успішно продемонстровано високошвидкісний мікропроцесорний чіп з частотою мікропроцесорних виконавчих блоків до 2,5 ГГц. Використано логічний примітив, який називається адіабатичним квантовим потоковим параметроном (англ. adiabatic quantum-flux-parametron, AQFP), який має енергію перемикання 1,4 зДж на Дж, коли тактується чотирифазним синусоїдальним годинником на 5 ГГц при 4,2 К.